# Castello di Dorfheim
Il castello di Dorfheim (in tedesco Schloss Dorfheim) si trova nell'omonima frazione del comune austriaco di Saalfelden am Steinernen Meer nel Distretto di Zell am See appartenente al Land Salisburghese e la sua storia inizia nell'XI o nel XII secolo.

## Storia

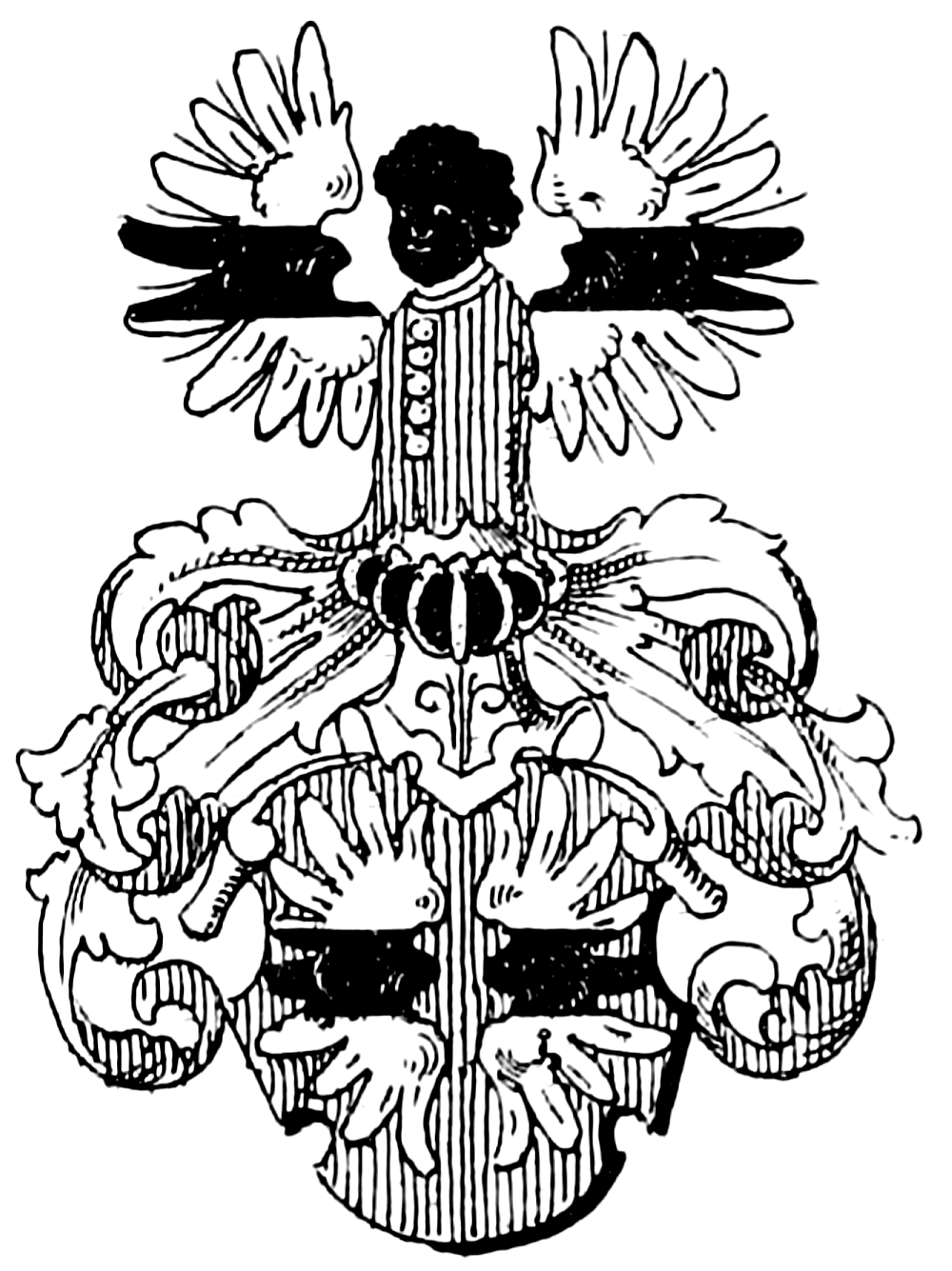
Stemma degli Hunt von Dorfheim in un disegno del XVIII secolo

La struttura probabilmente esisteva già nell'XI secolo ed era legata ai signori Engelbrecht e Wicher. Verso la fine del XII secolo la proprietà venne acqusita dai signori di Hunt e questa famiglia fu la prima proprietaria della tenuta documentata storicamente nel 1190. Il sito di Dorfheim fu menzionato per la prima volta come castello solo nel XV secolo. Gli Hunt furono vassalli bavaresi poi ministeriali dei principi arcivescovi di Salisburgo e, con tale funzione, ebbero l'incarico di custodi in varie tenute di Salisburgo. Il suo rappresentante più importante fu Wiguleus Hunt, che fu al servizio del duca Alberto V di Baviera come diplomatico e presidente del consiglio privato. Nel 1582 pubblicò la prima storia stampata di Salisburgo in latino con il titolo Metropolis Salzburgensis. Josef Hunt fu l'ultimo membro della sua famiglia che ristrutturò l'edificio nelle forme che ci sono pervenute nel 1601. Sua figlia Maria Jakobe, morta nel 1653, essendo sposata con Johann Albert von Savioli, maggiordomo e chef di Salisburgo, lo lasciò in eredità alla sua famiglia. Nel 1660 Maria Stadlmayer acquistò la tenuta. Suo marito, Johann Konrad Stadlmayer, sposò in seconde nozze Appolonia von Kühpach e, non avendo avuto figli, il castello passò a sua nipote Magdalena von Kühpach. Questa aveva sposato Friedrich Ignaz Lürzer von Zechenthal e suo figlio Kajetan nel 1796 fece ristrutturare l'edificio. Dopo un devastante incendio che semidistrusse il centro abitato dal 1811 nel castello fu ospitato il tribunale distrettuale e dal 1843 l'ufficio edilizio distrettuale. Gli eredi di Kajetan lo vendettero nel 1860 a Franz Kirchmayr, un commerciante di Innsbruck. Nel 1901 il palazzo andò a fuoco provocando ingenti danni come il crollo di diversi soffitti dell'ultimo piano. Le intenzioni di trasferirvi la sede di una scuola agraria non poterono essere realizzate. Lo Stadtmuseum di Salisburgo acquistò due soffitti e portali in legno e successivamente l'edificio è stato consegnato all'assessore agli affari economici, Martin Hartl. Nel 1912 iniziò la ricostruzione e da allora il castello è stato utilizzato per scopi agricoli, è adibito a locale di ristorazione nel piano terreno ed è in parte è affittato.

## Descrizione

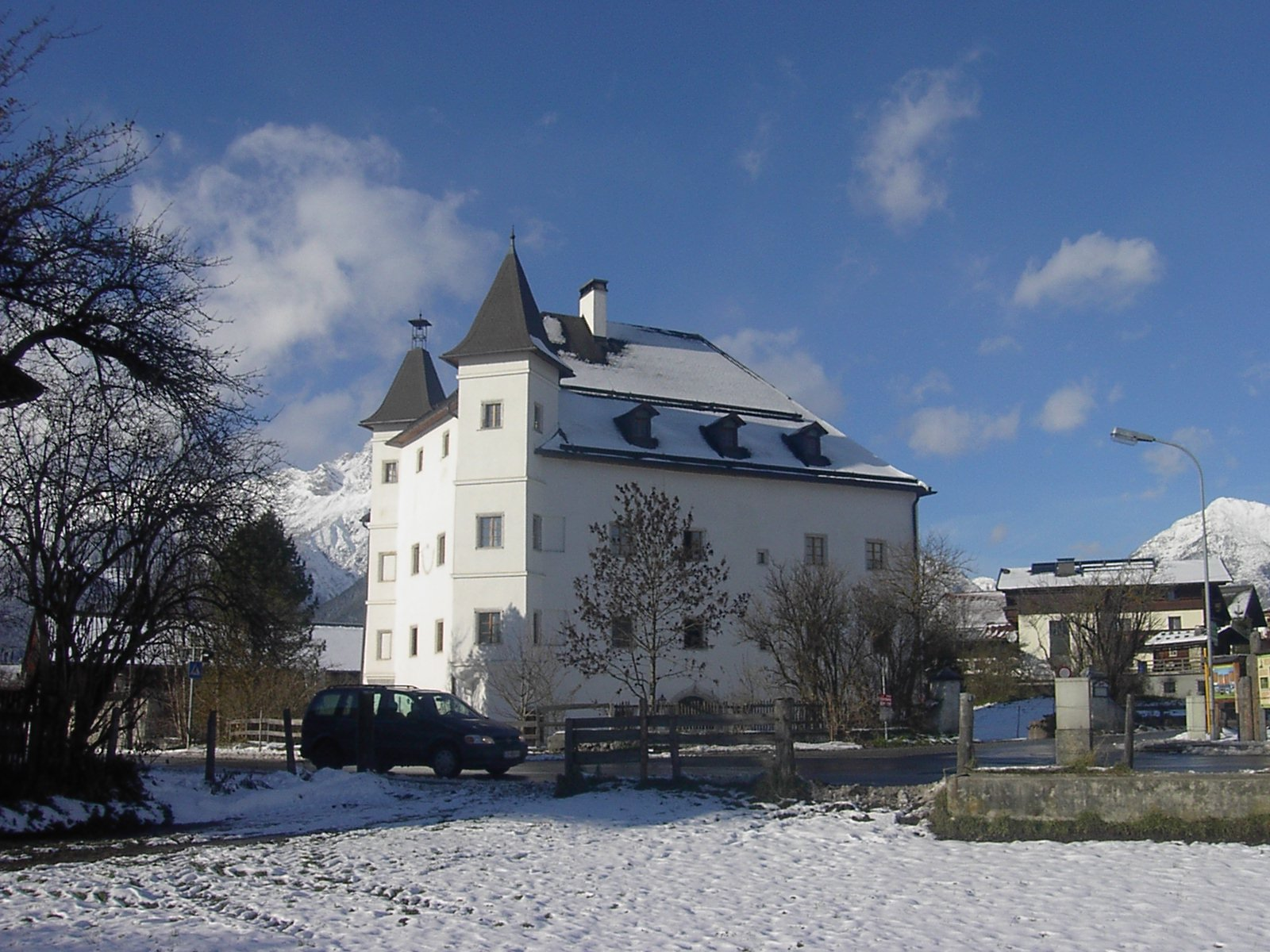
Castello di Dorfheim

Il castello si trova nella frazione Dorfheim posta a nord ovest del comune austriaco di Saalfelden am Steinernen Meer nel Distretto di Zell am See appartenente al Land Salisburghese. Situato sulla strada per Leogang l'edificio colpisce per l'alto tetto a padiglione e le due torri angolari. Rappresenta la tipica residenza salisburghese con quattro bovindi ai bordi dell'edificio, anche se si sono conservati solo i due meridionali. Ha pianta rettangolare. La facciata meridionale è più stretta ed ha meno finestre. I bovindi ad angolo che furono costruiti nel 1601 su mensole in pietra, sono divisi in tre piani da cornici. Nella seconda metà del XIX secolo furono rimossi i due bovindi settentrionali. Il lato est è disadorno, si sviluppa su tre piani e mostra quattro assi di finestre irregolari. Su questa facciata si trova anche il portale ad arco a capriate. Ad ovest fu aggiunta un'ala della stessa altezza, ma meno profonda, con tre assi di finestre e con un salotto al secondo piano che conserva un grande affresco ovale sul soffitto che raffigura L'arrivo del figliol prodigo e numerosi stemmi nobiliari. Poiché la sala fu ridotta di dimensioni dopo l'incendio del 1901, questa serie di stemmi risulta incompleta. Parti di una stufa in maiolica del XVII secolo sono state spostate nel museo di storia locale di Waidhofen Ybbs. Il castello conserva parte dell'alta cinta muraria dalla quale era circondato. La struttura viene utilizzata come fattoria, edificio residenziale e ristorante.

### Bene architettonico tutelato
Castel Dorfheim dal 1993 è stato posto sotto tutela dei monumenti da parte della Repubblica austriaca col numero 35530.